# Campagna Ming contro gli Urianhaj
La campagna Ming contro gli Urianhaj, o la battaglia di Jinshan (金山之戰T, 金山之战S), fu una spedizione militare offensiva del 1387 dell'esercito della dinastia Ming guidata dal generale Feng Sheng contro l'orda Urianhaj del capo mongolo Naghachu in Manciuria. Si concluse con la resa degli Urianhaj ai Ming.

## Antefatto
Durante gli anni 1380, il khan mongolo Naghachu aveva organizzato le molte tribù mongole della Manciuria nell'orda Urianhaj. Si scontrarono spesso con i cinesi lungo le regioni di frontiera nord-orientali della Cina Ming.

## Corso

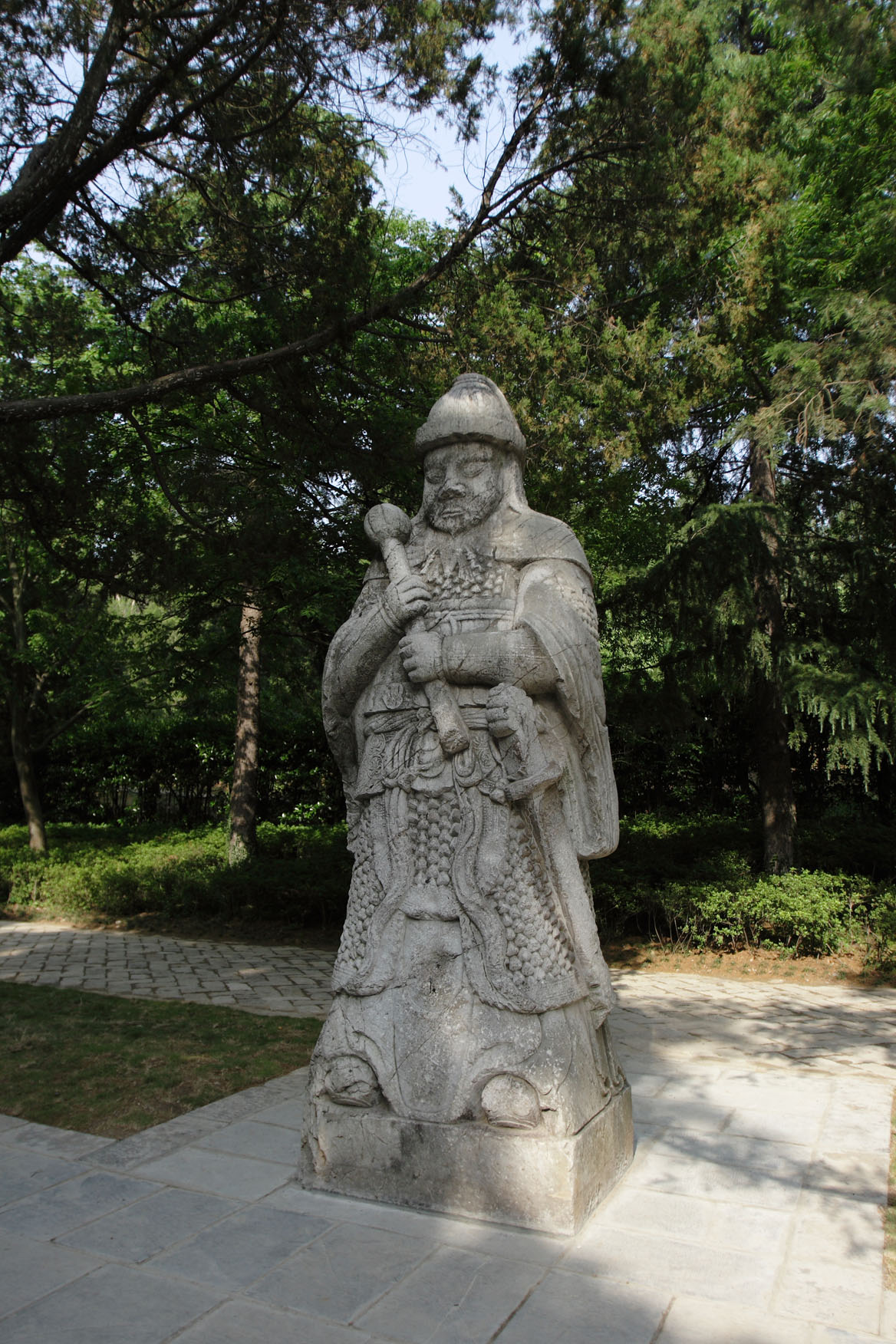
Guardiano di tomba Ming con in mano una mazza che indossa un'armatura a motivo di montagna

Nel dicembre 1386, l'imperatore Hongwu (r. 1368–1398) ordinò al generale Feng Sheng di guidare un esercito di 200 000 soldati contro i mongoli. All'inizio dell'anno successivo, Feng Sheng fu nominato Gran Generale e gli furono assegnati come generali di supporto Fu Youde e Lan Yu.  L'imperatore Hongwu ha disegnato i piani con l'obiettivo finale di conquistare Jinshan.
Feng Sheng raccolse un esercito di 200 000 soldati, comprensivi dei 50 000 soldati che avrebbero presidiato le quattro fortezze costruite nel corso della campagna (v.si seguito). Feng Sheng e Fu Youde comandavano l'esercito d'avanguardia, mentre Lan Yu comandava l'esercito di retroguardia. Zhu Di Ming, quarto figlio dell'imperatore e principe di Yan, comandava la guardia principesca annessa al corpo di spedizione ma il suo impegno effettivo nella campagna fu minimo.
Nel gennaio 1387, il generale Feng Sheng guidò l'esercito imperiale a Tongzhou (通州), da dove inviò il generale Lan Yu con un'unità di cavalleria per attaccare una forza mongola a Qingzhou (慶州). Lan Yu sconfisse i barbari, catturandone il comandante, molti guerrieri ed i loro cavalli. Il 20 marzo, Feng Sheng guidò l'armata imperiale verso nord, superando la Grande muraglia.
Fu avviata la costruzione di fortezze a Daning (大寧), Fuyu (富峪), Huizhou (會州) e Kuanhe (寛河) presso la Muraglia e completate alla fine dell'estate. A Daning fu istituita una commissione militare regionale per comandare le quattro fortezze. Zhu Quan, principe di Ning, sarebbe poi stato di stanza a Daning e avrebbe preso il comando delle quattro fortezze. Le province di Beiping, Shandong, Shanxi e Henan inviarono i contadini a trasportare il grano a nord. Milioni di picul di generi alimentari furono immagazzinati nelle quattro fortezze, che fungevano da basi avanzate.
Il generale Feng Shen guidò il suo esercito principale più a est. Ha lasciato circa 50 000 soldati a Daning. Il 7 luglio 1387, Zhen Yong (陣鏞; Marchese di Linjiang) e la sua divisione si erano separati dall'esercito principale e caddero in un'imboscata, provocando l'uccisione di Zhen.
Nel luglio 1387, l'esercito Ming avanzò ulteriormente e attraversò il fiume Liao. Pochi giorni dopo aver attraversato il Liao, circondarono la roccaforte mongola di Jinshan. Entro quel mese, l'esercito Ming stabilì il proprio accampamento a ovest di Jinshan.
Il generale Feng Sheng restituì Nayira'u, l'ex luogotenente di Naghachu catturato nel 1376, al khan con una lettera in cui affermava che avrebbe dovuto arrendersi e accettare la sovranità della Cina Ming. Nel frattempo, il generale Lan Yu e il suo esercito hanno inflitto molta distruzione a porzioni dell'orda mongola nelle vicinanze settentrionali della Grande Muraglia. Il tutto mentre riso, armi e altri rifornimenti venivano trasportati attraverso la Grande Muraglia in Manciuria per l'esercito Ming.
Naghachu e la sua orda si arresero all'esercito Ming. Secondo Dreyer fu il 14 luglio 1387, mentre Langlois indica l'ottobre 1387. I capi mongoli minori considerarono la resa di Naghachu come una defezione e continuarono a combattere i cinesi. Mentre l'esercito Ming stava tornando alla Grande Muraglia, la retroguardia cadde in un'imboscata e subì perdite notevoli, incluso il Capo Commissario Pu Ying (濮英) che la comandava.

## Conseguenze
La campagna si concluse con la cattura di Naghachu e della sua orda di 240 000 uomini, delle loro famiglie e dei loro animali domestici. Naghachu, i suoi 6500 ufficiali e le loro famiglie furono mandati a Nanchino. Nel periodo successivo alla sua resa ai Ming, il khan ricevette un marchesato con uno stipendio di 2000 picul di grano, una tenuta di campi pubblici nello Jiangxi e una villa a Nanchino. Alla fine morì (probabilmente a causa del suo consumo eccessivo di alcol) vicino a Wu-ch'ang il 31 agosto 1388 e fu sepolto fuori Nanchino.
Sostenuto dal successo in questa campagna, l'imperatore Hongwu ordinò al generale Lan Yu di guidare 150 000 uomini in una campagna militare contro il khan Toghus Temur degli Yuan settentrionali culminata nella vittoria dei Ming sui barbari nella battaglia del lago Buir nel 1388.